# Ecosistem Beach Soccer Catanzaro
L'Associazione Sportiva Dilettantistica Ecosistem Beach Soccer Catanzaro, abbreviato in BS Catanzaro, è una squadra italiana di beach soccer con sede nella città di Catanzaro. Il sodalizio fu fondato nel 1999 con il nome di Panarea Soccer Catanzaro, per poi acquisire la corrente denominazione nel 2015.
Il club è uno dei pochi in Italia ad aver preso parte a tutti i campionati di massima serie della disciplina, a partire dal 2000. Il miglior risultato in campionato è il quarto posto alle fasi finali, conseguito nel 2018 e nel 2019. In Coppa Italia invece il BS Catanzaro - allora Panarea - raggiunse la finale nel 2004. I colori sociali sono il giallo e il rosso mentre il simbolo è l'aquila.

## Storia
Il club nacque nel 1999, per iniziativa di Francesco Procopio, Salvatore Caputo e Saverio Mirarchi, sulla spiaggia di Caminia, frazione del comune di Stalettì, a pochi chilometri dal capoluogo calabrese. Il primo nome fu Panarea Soccer Catanzaro. I primi campionati ai quali partecipò furono le edizioni non ufficiali, dal 1999 fino al 2003.
Nel 2004 la disciplina entrò ufficialmente a far parte della struttura della FIGC e la LND costituì il Dipartimento beach soccer. Nel primo campionato a carattere ufficiale il Panarea non riuscì a raggiungere la qualificazione alle fasi finali, classificandosi al quarto posto del rispettivo girone. In compenso i calabresi raggiunsero la finale di Coppa Italia, persa 1-4 col Catania. La fasi finali del torneo furono raggiunte per la prima volta nel 2007, allorquando il Panarea conquistò il settimo posto.
Nel 2012 e nel 2013 ottiene due sesti posti consecutivi in serie A (per qualche anno migliori risultati della storia della società), dopo aver terminato il girone rispettivamente al quarto e al terzo posto.
Nel maggio 2015 il sodalizio cambia il proprio nome sponsorizzato in BS Ecosistem Futura Energia Catanzaro.
Dopo non aver raggiunto le fasi finali per due anni consecutivi, nel campionato 2018 l'Ecosistem chiude il girone B al terzo posto (dietro Catania e Terracina) qualificandosi per le finali scudetto. Dopo aver eliminato agli ottavi la Lazio ai calci di rigore, i calabresi vengono eliminati in semifinale dal Catania. La finale per il terzo e quarto posto è appannaggio di Terracina, che vince 11-8. Viene comunque eguagliato il miglior piazzamento di sempre classificandosi al quarto posto finale.
Per la stagione 2019 viene rinnovato il format del torneo: la suddivisione in due gironi nord-sud lascia spazio alla Poule scudetto (comprendente le prime dieci squadre del ranking) e alla Poule promozione (le seguenti dieci). L'Ecosistem viene inserita nei quadri della Poule scudetto. La prima fase del torneo viene chiusa al quarto posto, con relativa conquista del pass per le final-eight. Ai quarti viene battuto 9-2 il Palazzolo, tuttavia i calabresi capitolano nuovamente in semifinale, questa volta a vantaggio della Sambenedettese. Successivamente arriverà anche la sconfitta nella finale per il terzo gradino del podio, nuovamente contro Terracina (4-2). Viene comunque confermato il piazzamento della stagione precedente.

## Società

### Organigramma societario
Dal sito internet ufficiale della società.
- Giuseppe Procopio - Presidente
- Francesco Gigliotti - Vice presidente
- Emilio Miriello - Direttore Generale
- Francesco Procopio - Direttore tecnico
- Pino Procopio - Direttore sportivo
- Direzione Brand - Ufficio marketing
- Rosita Mercatante - Ufficio stampa
- Santo Viotti - Ufficio legale
- Vittorio Coscarella - Ufficio legale
- Francesco Migliano - Medico sociale
- Benito Procopio - Magazziniere

## Organico

### La Rosa 2012
Dal sito internet ufficiale della società.

### Staff tecnico
Dal sito internet ufficiale della società.
- Andrea Parentela - Allenatore
- Domenico Garcea - Preparatore atletico
- Pietro Longobardi - Dirigente accompagnatore